# 왕징즈
왕징즈(중국어: 王敬之, 병음: Wáng Jìngzhī, 한자음: 왕경지, 1982년 8월 28일~)는 중화인민공화국의 펜싱 선수로 주 종목은 사브르이다. 2004년, 2008년, 2012년 하계 올림픽에 출전하였다.

## 개인사
왕징즈의 배우자는 중국의 국가대표 펜싱 선수이자 2004년 하계 올림픽 여자 사브르 개인전 은메달리스트인 탄쉐이다.

## 같이 보기
- 2008년 하계 올림픽 중국 선수단